# EDonkey2000

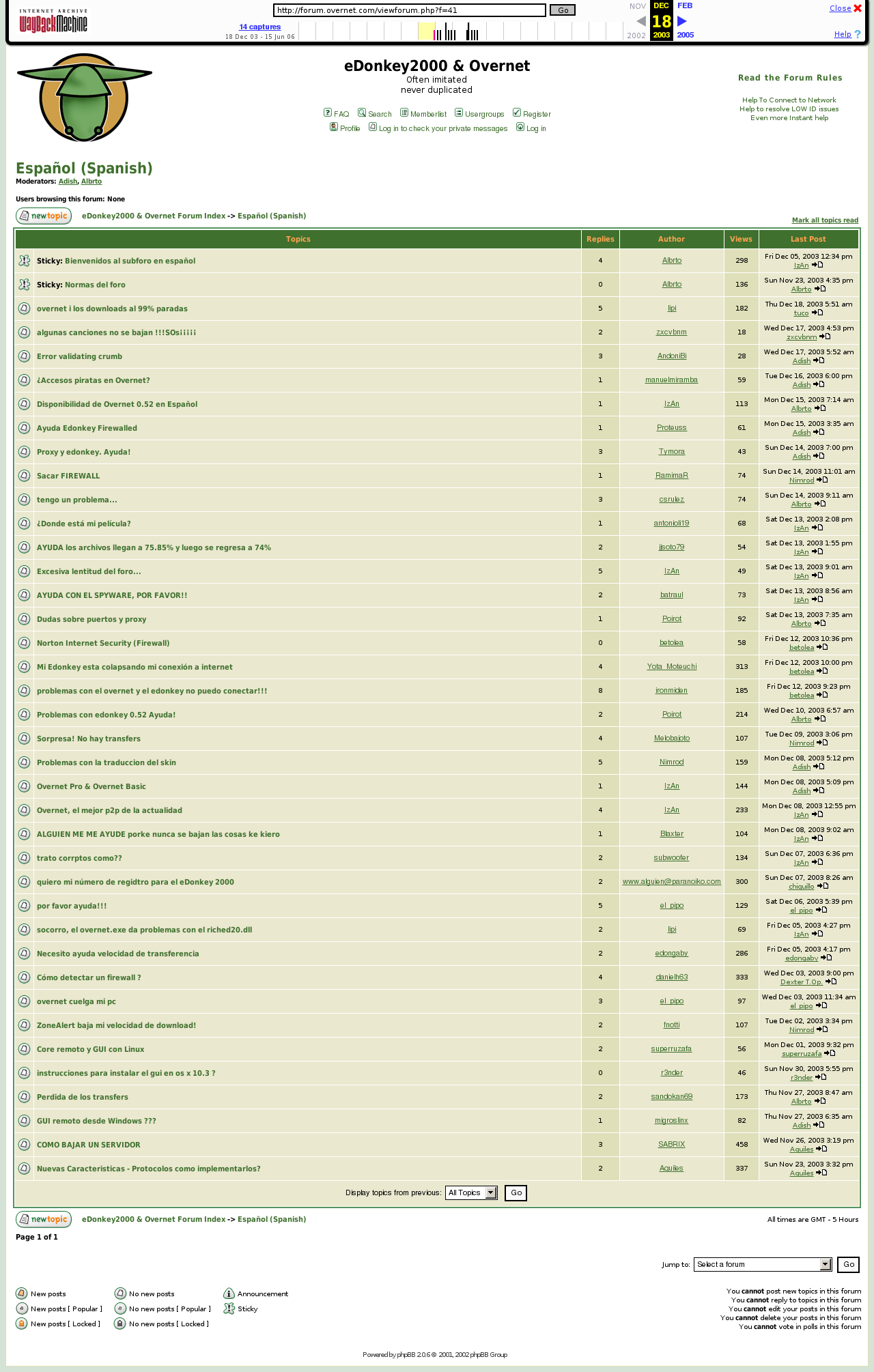
Captura del Internet Archive del foro de E-Donkey con fecha del 18 de diciembre de 2003.

eDonkey2000 (apodado "ed2k") fue una aplicación de intercambio de archivos peer-to-peer desarrollada por la empresa estadounidense MetaMachine (Jed McCaleb y Sam Yagan), que se conectaba a las redes eDonkey y Overnet.
El 28 de septiembre de 2005, eDonkey dejó de funcionar a raíz de una carta de cese y desistimiento de la RIAA.

## Red eDonkey
Los usuarios de la red eDonkey comparten sobre todo archivos grandes, de decenas o cientos de megabytes, como imágenes de CD, vídeos, juegos y programas de software. Para facilitar la búsqueda de archivos, algunos sitios web incluyen enlace ed2k que contienen las sumas de comprobación de los archivos. Algunos de esos sitios web también tienen listas de servidores activos que los usuarios pueden actualizar.
MetaMachines también creó otra red de intercambio de archivos llamada Overnet, que interopera con la red eDonkey, pero sin el uso de servidores. La mayoría de los clientes de eDonkey también utilizan ahora la red Overnet. En 2004, MetaMachines anunció que detendría el desarrollo de Overnet para concentrarse en la red eDonkey (aunque el cliente eDonkey2000 también incluye el protocolo Overnet).

## Historia y diseño
eDonkey2000 fue creado por Jed McCaleb, cofundador de la red de pagos Stellar, y se lanzó por primera vez el 6 de septiembre de 2000. El 16 de septiembre de 2000, las versiones cliente y servidor estaban disponibles para Microsoft Windows y Linux.
Comparado con el anterior programa de intercambio de archivos P2P Napster, eDonkey2000 ofrecía descargas "en enjambre", lo que significa que los clientes podían descargar diferentes partes de un mismo archivo de diferentes pares, utilizando eficazmente el ancho de banda combinado de todos los pares en lugar de estar limitados al ancho de banda de un solo par.
Al principio, los servidores estaban aislados unos de otros, como en Napster, pero en versiones posteriores del software de servidor de eDonkey2000 permitieron a los servidores formar una red de búsqueda. Esto permitía a los servidores reenviar consultas de búsqueda de sus clientes conectados localmente a otros servidores, lo que permitía a los clientes encontrar pares conectados a cualquier servidor de la red de servidores, aumentando así el tamaño del enjambre de descargas. También permitía a los clientes encontrar y descargar archivos no disponibles en clientes conectados al mismo servidor.
Una tercera mejora respecto a Napster fue el uso de sumas de comprobación (hash) de archivos en lugar de simples nombres de archivo en los resultados de búsqueda. Las búsquedas de archivos iniciadas por el usuario se basaban en palabras clave y se comparaban con la lista de nombres de archivo almacenada en el servidor eDonkey2000, pero el servidor devolvía al cliente una lista de nombres de archivo emparejados con los valores hash de dichos archivos. Al seleccionar un archivo de la lista presentada al usuario, el cliente iniciaba realmente una descarga por el valor del hash. Esto significaba que un archivo podía tener muchos nombres diferentes en distintos pares, pero se consideraría idéntico a efectos de descarga si su hash era el mismo.
La arquitectura de red entre pares a dos niveles (cliente y servidor) ofrecía un equilibrio entre los sistemas centralizados como Napster y los descentralizados como Gnutella. Donde Napster demostró ser vulnerable en última instancia fue en su grupo de servidores centralizado, que era un objetivo estable para las acciones legales. El diseño original de Gnutella, que contemplaba la eliminación total de la red de servidores en favor de la búsqueda puramente entre pares, pronto demostró ser inviable debido a la sobrecarga masiva de tráfico de búsqueda entre pares.
Los sistemas posteriores de intercambio de archivos P2P de segundo nivel utilizan un diseño similar al de eDonkey2000 (descarga de archivos por trozos mediante hash desde varios pares simultáneamente), pero innovan en el diseño de la red de servidores, como en el caso de BitTorrent, que separa la función de búsqueda de archivos ("búsqueda de torrents") de la función de localización de pares de descarga ("rastreador de torrents").

## Cliente eDonkey2000
La última versión del cliente oficial eDonkey2000 incluía un complemento que permitía descargar archivos BitTorrent. Una vez que comienza la descarga de un torrent, el buscador de eDonkey puede encontrar el mismo archivo en la red eDonkey/Overnet y sincronizar su descarga. Esto permite utilizar un torrent como otra fuente de descarga, lo que aumenta enormemente la velocidad y elimina prácticamente los problemas de falsificaciones. Los torrents ayudan a evitar los archivos falsos y también se usan como verificadores del tamaño de los archivos, además del propio sistema de alerta de falsificaciones basado en el usuario de eDonkey2000, ha mejorado enormemente la funcionalidad de la red. Al combinar eficazmente el alcance de las redes existentes Overnet y eDonkey con la rapidísima distribución de archivos del sistema BitTorrent, eDonkey2000 seguía una tendencia creciente entre los programas P2P de integrar descargas de múltiples redes. Esto tiene la ventaja de maximizar el número de archivos disponibles al tiempo que limita la vulnerabilidad a los problemas en una sola red.

## eDonkey demandado por la RIAA
En septiembre de 2005, los responsables de la empresa MetaMachine recibieron una carta de cese y desistimiento de la RIAA como consecuencia de la sentencia de la Corte Suprema de los Estados Unidos de junio de 2005 MGM Studios v. Grokster, según la cual los fabricantes de software que facilita la infracción de los  derechos de autor son responsables de dicha infracción. La compañía propietaria del programa, MetaMachine, alcanzó un acuerdo en 2006 con la RIAA para evitar un juicio por infracción de los derechos de propiedad intelectual. La compañía dejó de distribuir su software y acordó pagar una compensación de 30 millones de dólares.
El día 12 de septiembre de 2006 el programa eDonkey2000 cerró sus puertas. Con una planificación previa, el propio software eDonkey2000, al ser ejecutado, informaba a los usuarios sobre "el fin de la red eDonkey2000", para acto seguido cerrarse, e inmediatamente, sin intervención del usuario, iniciar la autodesinstalación. No obstante, se puede comprobar que por el momento la red eDonkey sigue en funcionamiento usando otros clientes.
El mensaje que se podía leer en la página www.edonkey.com era, en su traducción al castellano, el siguiente:
```
"La red eDonkey2000 ya no está disponible. Si robas música o películas, estás infringiendo la ley.

Cortes de todo el mundo -- incluida la Corte Suprema de los Estados Unidos de América -- han regulado que empresas y personas pueden ser perseguidas por realizar descargas ilegales.

No eres anónimo cuando descargas ilegalmente material con derechos de autor.

Tu dirección IP es x.x.x.x y ha sido registrada.

Respeta la música, realiza descargas legales."

```